# Katie Melua
Ketevan »Katie« Melua (gruzijsko: ქეთევან მელუა), britansko-gruzijska pevka in glasbenica, * 16. september 1984, Kutaisi, Gruzija.
Ko je bila stara 8 let, je z družino po državljanski vojni v domovini emigrirala v Belfast, Severna Irska, od koder so se pet let kasneje preselili v predmestje Londona. Britansko državljanstvo je dobila leta 2005.
V glasbeni šoli je pričela pisati pesmi in spoznala bodočega producenta in menedžerja Mikea Batta, ki jo je sprejel pod okrilje svoje založbe Dramatico. Svoj prvi album, Call Off the Search, je izdala leta 2003. Ta in naslednji, Piece by Piece (2005), sta prišla na vrh britanske lestvice albumov, s čimer je Katie Melua ena najuspešnejših britanskih glasbenic.

## Diskografija

### Albumi
- Call Off the Search (2003)
- Piece by Piece (2005)
- Pictures (2007)
- The House (2010)
- Secret Symphony (2012)
- Ketevan (2013)
- In Winter (2016)
- Album No. 8 (2020)
- Love & Money (2023)